# Hidróxido de gálio(III)
Hidróxido de gálio (III) é o composto de fórmula química Ga(OH)3. oder kristalline Substanz